# Cryptops annectus
Cryptops annectus är en mångfotingart som beskrevs av Chamberlin 1947. Cryptops annectus ingår i släktet Cryptops och familjen Cryptopidae.
Artens utbredningsområde är Panama. Inga underarter finns listade i Catalogue of Life.